# 拉查尔
拉查尔，是西班牙安达卢西亚自治区格拉纳达省的一个市镇。总面积13平方公里，总人口2486人（2001年），人口密度191人/平方公里。